# Grégory Bettiol
Pour les articles homonymes, voir Bettiol.
Grégory Bettiol est un footballeur français né le 30 mars 1986 à Villefranche-sur-Saône. Il joue au poste d'attaquant.

## Biographie
Après avoir porté les couleurs de Liergues et de Villefranche, il rejoint le centre de formation de l'OL à 14 ans. Bettiol fait partie de la sélection de Rhône-Alpes qui remporte la Coupe nationale des 14 ans en 2000-2001 aux côtés d'Olivier Giroud notamment.
En 2006, il fait partie de la réserve de l'Olympique lyonnais où il porte le numéro 39. Il fait sa première entrée sur les pelouses de Ligue 1 le 17 décembre 2006.
Grégory Bettiol joue à plusieurs reprises en équipe de France espoirs.
À l'intersaison 2007, l'Olympique lyonnais le cède à Troyes pour 300 000 euros. Lors de sa première saison dans l'Aube, il inscrit 4 buts en 36 matchs, insuffisants pour l'ES Troyes AC qui manque de peu un retour en Ligue 1. La saison suivante, après 2 buts en 9 journées, il est victime, à la suite de son entrée en toute fin de match face à Boulogne-sur-Mer, d'une grave blessure qui l'éloigne des terrains jusqu'à la fin de la saison 2008-2009 au cours de laquelle son club se voit relégué en National.
Le 30 janvier 2013, il signe en faveur du Clermont Foot Auvergne.
Il prend sa retraite professionnelle en mai 2015 à cause de nombreuses blessures au genou.

## Palmarès
- 2005-2006 : Champion de France des moins de 18 ans
- 2005-2006 : Champion de France de CFA et des réserves
- 2005-2006 : Meilleur buteur de CFA Groupe B
- 2006-2007 : Champion de France de Ligue 1

## Statistiques
Au 30 janvier 2013
- 8 matchs et 0 but en Ligue 1
- 93 matchs et 10 buts en Ligue 2
- 31 matchs et 4 buts en National